# طواف إينكو 2016
طواف إينكو 2016 (بالإنجليزية: 2016 Eneco Tour)‏ هو سباق دراجات هوائية، وهو الموسم رقم 12 من نفس السباق، وأقيم خلال الفترة 19 سبتمبر 2016، وحتى 25 سبتمبر 2016، وامتدّ لمسافة 981.9 كيلومتر، وهو أحد سباقات طواف العالم للدراجات 2016، وهو من نوع سباق المرحلة، وقد شارك في السباق 176 متسابقاً ووصل إلى نهايته 84 متسابقاً.
فاز فيه بالمركز الأول نيكي تيربسترا، وبالمركز الثاني أوليفر ناسن، وبالمركز الثالث بيتر ساجان، والفريق الفائز في ترتيب الفرق Etixx-Quick Step 2016.

## الفرق
| فرق عالمية (18)- Tinkoff - Cannondale-Drapac - Lotto-Soudal - موفيستار - Sky - بي إم سي راسينغ - Katusha - Etixx-Quick Step - Orica-BikeExchange - Trek-Segafredo - FDJ - أستانا - Lotto NL-Jumbo - AG2R La Mondiale - Lampre-Merida - Giant-Alpecin - IAM Cycling - Dimension Data فرق قارية محترفة (4)- Cofidis, Solutions Crédits - رومبوت تشارلز ‏ - سبورت فلاندرين بالويس 2016 ‏ - Wanty-Groupe Gobert |  |
| |  |

## المراحل
| قائمة المراحل | قائمة المراحل | قائمة المراحل                 | قائمة المراحل               | قائمة المراحل | قائمة المراحل       | قائمة المراحل   |
| المرحلة       | التاريخ       | الدورة                        |                             | المسافة (كم)  | الفائز بالمرحلة     | القائد العام    |
| ------------- | ------------- | ----------------------------- | --------------------------- | ------------- | ------------------- | --------------- |
| 1             | 19 سبتمبر     | Bolsward ‏ – Bolsward ‏         | مرحلة مستوية                | 184.7         | ديلان جروينويغن     | ديلان جروينويغن |
| 2             | 20 سبتمبر     | بريدا – بريدا                 | فردي ضد الساعة              | 9.6           | روهان دنيس          | روهان دنيس      |
| 3             | 21 سبتمبر     | Blankenberge ‏ – Ardooie ‏      | مرحلة مستوية                | 182.3         | بيتر ساجان          | روهان دنيس      |
| 4             | 22 سبتمبر     | ألتير – Sint-Pieters-Leeuw ‏   | مرحلة مستوية                | 201.4         | بيتر ساجان          | بيتر ساجان      |
| 5             | 23 سبتمبر     | سيتارد- خيلين – سيتارد- خيلين | سباق الطريق ضد الساعة للفرق | 20.9          | بي إم سي راسينغ     | روهان دنيس      |
| 6             | 24 سبتمبر     | ريمست – لاناكن                | مرحلة جبلية                 | 185.2         | لوكا بيبرنيك        | روهان دنيس      |
| 7             | 25 سبتمبر     | Bornem ‏ – Geraardsbergen ‏     | مرحلة جبلية                 | 197.8         | إيدفالد بواسون هاغن | نيكي تيربسترا   |

## النتيجة

### مرحلة 1
أجريت في 19 سبتمبر 2016، وامتدّت لمسافة 184.7 كيلومتر.
| التصنيف العام | التصنيف العام      | التصنيف العام | التصنيف العام       | التصنيف العام |        |
| الدراج        | الدراج             | البلد         | الفريق              | الوقت         | السرعة |
| ------------- | ------------------ | ------------- | ------------------- | ------------- | ------ |
| 1.            | ديلان جروينويغن    | هولندا        | لوتو إن إل-جامبو    | 4 س 14 د 00 ث |        |
| 2.            | ناصر بوهاني        | فرنسا         | كوفيديس             | + 4 ث         |        |
| 3.            | فريدريك باكارت     | بلجيكا        | Wanty-Groupe Gobert | + 4 ث         |        |
| 4.            | Laurens De Vreese ‏ | بلجيكا        | أستانا              | + 5 ث         |        |
| 5.            | بيتر ساجان         | سلوفاكيا      | Tinkoff             | + 6 ث         |        |

### مرحلة 2
أجريت في 20 سبتمبر 2016، وامتدّت لمسافة 9.6 كيلومتر.
| التصنيف العام | التصنيف العام  | التصنيف العام | التصنيف العام    | التصنيف العام |        |
| الدراج        | الدراج         | البلد         | الفريق           | الوقت         | السرعة |
| ------------- | -------------- | ------------- | ---------------- | ------------- | ------ |
| 1.            | روهان دنيس     | أستراليا      | بي إم سي راسينغ  | 4 س 24 د 48 ث |        |
| 2.            | جوس فان امدن   | هولندا        | لوتو إن إل-جامبو | + 5 ث         |        |
| 3.            | بيتر ساجان     | سلوفاكيا      | Tinkoff          | + 13 ث        |        |
| 4.            | جاشا سوتيرلين  | ألمانيا       | موفيستار         | + 14 ث        |        |
| 5.            | ويلكو كيليرمان | هولندا        | لوتو إن إل-جامبو | + 15 ث        |        |

### مرحلة 3
أجريت في 21 سبتمبر 2016، وامتدّت لمسافة 182.3 كيلومتر.
| التصنيف العام | التصنيف العام | التصنيف العام | التصنيف العام    | التصنيف العام |        |
| الدراج        | الدراج        | البلد         | الفريق           | الوقت         | السرعة |
| ------------- | ------------- | ------------- | ---------------- | ------------- | ------ |
| 1.            | روهان دنيس    | أستراليا      | بي إم سي راسينغ  | 8 س 35 د 24 ث |        |
| 2.            | بيتر ساجان    | سلوفاكيا      | Tinkoff          | + 3 ث         |        |
| 3.            | جوس فان امدن  | هولندا        | لوتو إن إل-جامبو | + 5 ث         |        |
| 4.            | جاشا سوتيرلين | ألمانيا       | موفيستار         | + 14 ث        |        |
| 5.            | مارتن إلميغر  | سويسرا        | IAM              | + 14 ث        |        |

### مرحلة 4
أجريت في 22 سبتمبر 2016، وامتدّت لمسافة 201.4 كيلومتر.
| التصنيف العام | التصنيف العام | التصنيف العام | التصنيف العام    | التصنيف العام  |        |
| الدراج        | الدراج        | البلد         | الفريق           | الوقت          | السرعة |
| ------------- | ------------- | ------------- | ---------------- | -------------- | ------ |
| 1.            | بيتر ساجان    | سلوفاكيا      | Tinkoff          | 13 س 17 د 29 ث |        |
| 2.            | روهان دنيس    | أستراليا      | بي إم سي راسينغ  | + 7 ث          |        |
| 3.            | جوس فان امدن  | هولندا        | لوتو إن إل-جامبو | + 12 ث         |        |
| 4.            | أندري هريفكو  | أوكرانيا      | أستانا           | + 20 ث         |        |
| 5.            | جاشا سوتيرلين | ألمانيا       | موفيستار         | + 21 ث         |        |

### مرحلة 5
أجريت في 23 سبتمبر 2016، وامتدّت لمسافة 20.9 كيلومتر.
| التصنيف العام | التصنيف العام | التصنيف العام    | التصنيف العام    | التصنيف العام  |        |
| الدراج        | الدراج        | البلد            | الفريق           | الوقت          | السرعة |
| ------------- | ------------- | ---------------- | ---------------- | -------------- | ------ |
| 1.            | روهان دنيس    | أستراليا         | بي إم سي راسينغ  | 13 س 40 د 47 ث |        |
| 2.            | تايلور فيني   | الولايات المتحدة | بي إم سي راسينغ  | + 16 ث         |        |
| 3.            | طوني مارتين   | ألمانيا          | Etixx-Quick Step | + 24 ث         |        |
| 4.            | بيتر ساجان    | سلوفاكيا         | Tinkoff          | + 27 ث         |        |
| 5.            | نيكي تيربسترا | هولندا           | Etixx-Quick Step | + 27 ث         |        |

### مرحلة 6
أجريت في 24 سبتمبر 2016، وامتدّت لمسافة 185.2 كيلومتر.
| التصنيف العام | التصنيف العام | التصنيف العام    | التصنيف العام    | التصنيف العام  |        |
| الدراج        | الدراج        | البلد            | الفريق           | الوقت          | السرعة |
| ------------- | ------------- | ---------------- | ---------------- | -------------- | ------ |
| 1.            | روهان دنيس    | أستراليا         | بي إم سي راسينغ  | 18 س 09 د 37 ث |        |
| 2.            | تايلور فيني   | الولايات المتحدة | بي إم سي راسينغ  | + 16 ث         |        |
| 3.            | طوني مارتين   | ألمانيا          | Etixx-Quick Step | + 24 ث         |        |
| 4.            | بيتر ساجان    | سلوفاكيا         | Tinkoff          | + 27 ث         |        |
| 5.            | نيكي تيربسترا | هولندا           | Etixx-Quick Step | + 27 ث         |        |

### مرحلة 7
أجريت في 25 سبتمبر 2016، وامتدّت لمسافة 197.8 كيلومتر.
| التصنيف العام | التصنيف العام  | التصنيف العام | التصنيف العام    | التصنيف العام  |        |
| الدراج        | الدراج         | البلد         | الفريق           | الوقت          | السرعة |
| ------------- | -------------- | ------------- | ---------------- | -------------- | ------ |
| 1.            | نيكي تيربسترا  | هولندا        | Etixx-Quick Step | 22 س 43 د 26 ث |        |
| 2.            | أوليفر ناسن    | بلجيكا        | IAM              | + 31 ث         |        |
| 3.            | بيتر ساجان     | سلوفاكيا      | Tinkoff          | + 1 د 00 ث     |        |
| 4.            | جريج فان أفرمت | بلجيكا        | بي إم سي راسينغ  | + 1 د 02 ث     |        |
| 5.            | جوس فان امدن   | هولندا        | لوتو إن إل-جامبو | + 1 د 03 ث     |        |
| 6.            | ويلكو كيليرمان | هولندا        | لوتو إن إل-جامبو | + 1 د 11 ث     |        |
| 7.            | زدينيك ستيبار  | التشيك        | Etixx-Quick Step | + 1 د 15 ث     |        |
| 8.            | جون ازقيراي    | إسبانيا       | موفيستار         | + 1 د 19 ث     |        |
| 9.            | توم دومولين    | هولندا        | Giant-Alpecin    | + 1 د 22 ث     |        |
| 10.           | بوب جونهيلس    | لوكسمبورغ     | Etixx-Quick Step | + 1 د 41 ث     |        |

## الفائزون
| الترتيب     | الفائز              |
| ----------- | ------------------- |
| الفائز      | نيكي تيربسترا       |
| الثاني      | أوليفر ناسن         |
| الثالث      | بيتر ساجان          |
| حسب النقاط  | بيتر ساجان          |
| Combativity | Bert Van Lerberghe ‏ |
| الفريق      | Etixx-Quick Step    |

## وصلات خارجية
- الموقع الرسمي
- طواف إينكو 2016 على موقع إحصائيات الدراجات الإحترافية (الإنجليزية)